# 40-я церемония вручения премии «Независимый дух»
40-я церемония вручения наград премии «Независимый дух» (англ. 40 st Independent Spirit Awards) за заслуги в области независимого кино состоялась 22 февраля 2025 года. Премия была вручена компанией Film Independent. Церемония состоялась в Санта-Монике, штат Калифорния, второй год подряд её ведущей была американская актриса и комик Эйди Брайант. Третий год подряд церемония транслировалась в прямом эфире на YouTube -каналах IMDb и Film Independent, а также на других социальных платформах.
Номинанты были объявлены в прямом эфире на YouTube 4 декабря 2024 года. Лидерами по числу номинаций стали фильмы «Анора» и «Я видел свечение телевизора» ( по пять номинаций), за ними следует «Младший брат» с четырьмя номинациями. Больше всего номинаций на телевизионную премию получил телесериал «Сёгун» (пять), за ним следуют «Оленёнок» и «Учитель английского языка» (по четыре).

## Победители и номинанты

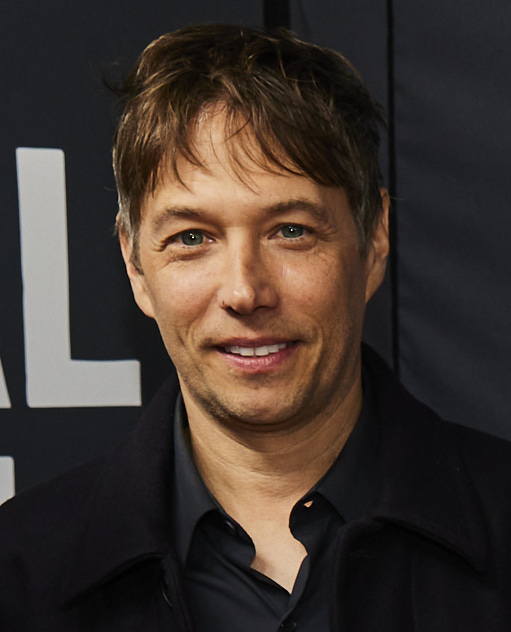
Шон Бейкер, победитель в номинации «Лучший режиссёр»

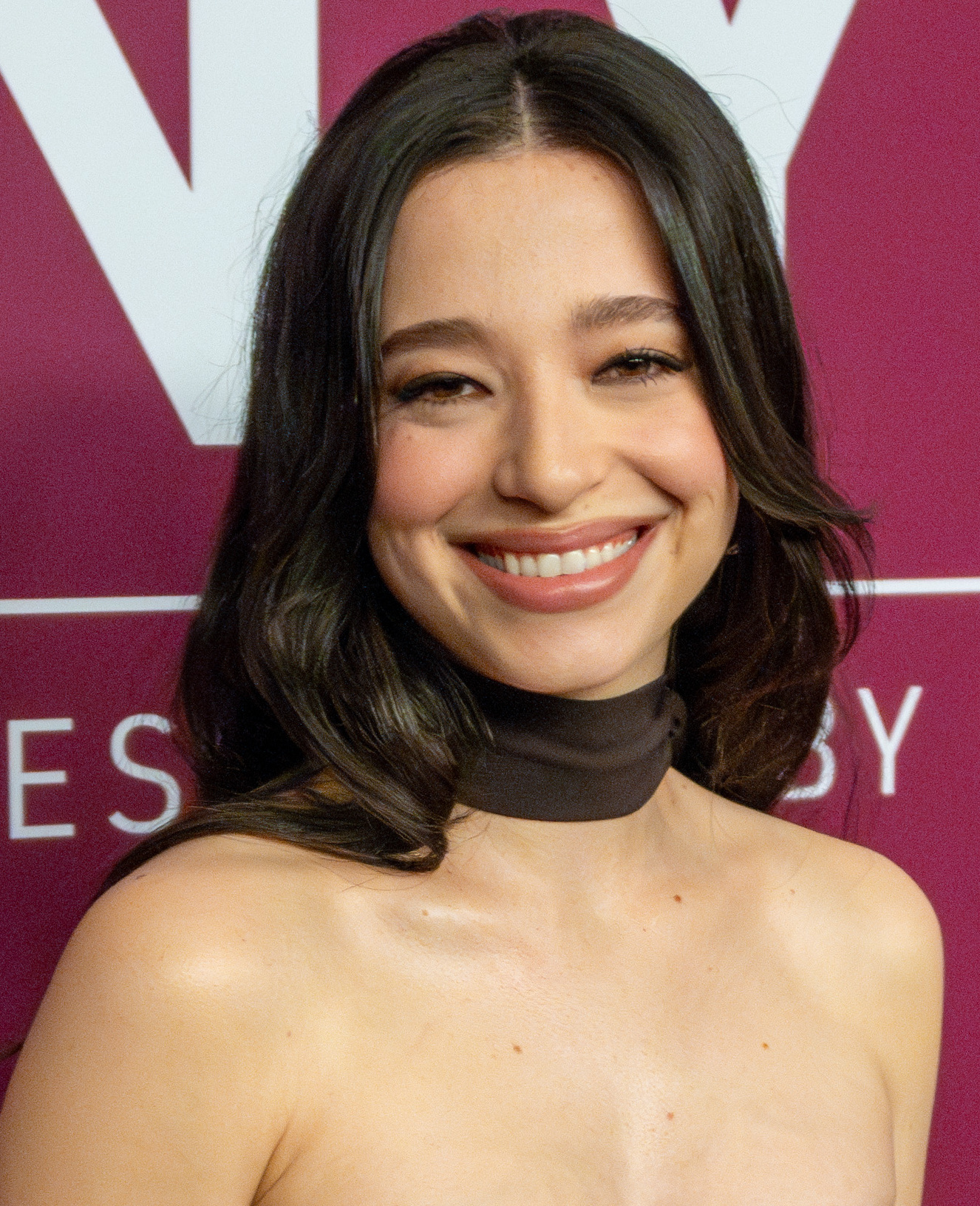
Майки Мэдисон, победительница в номинации «Лучшая главная роль»

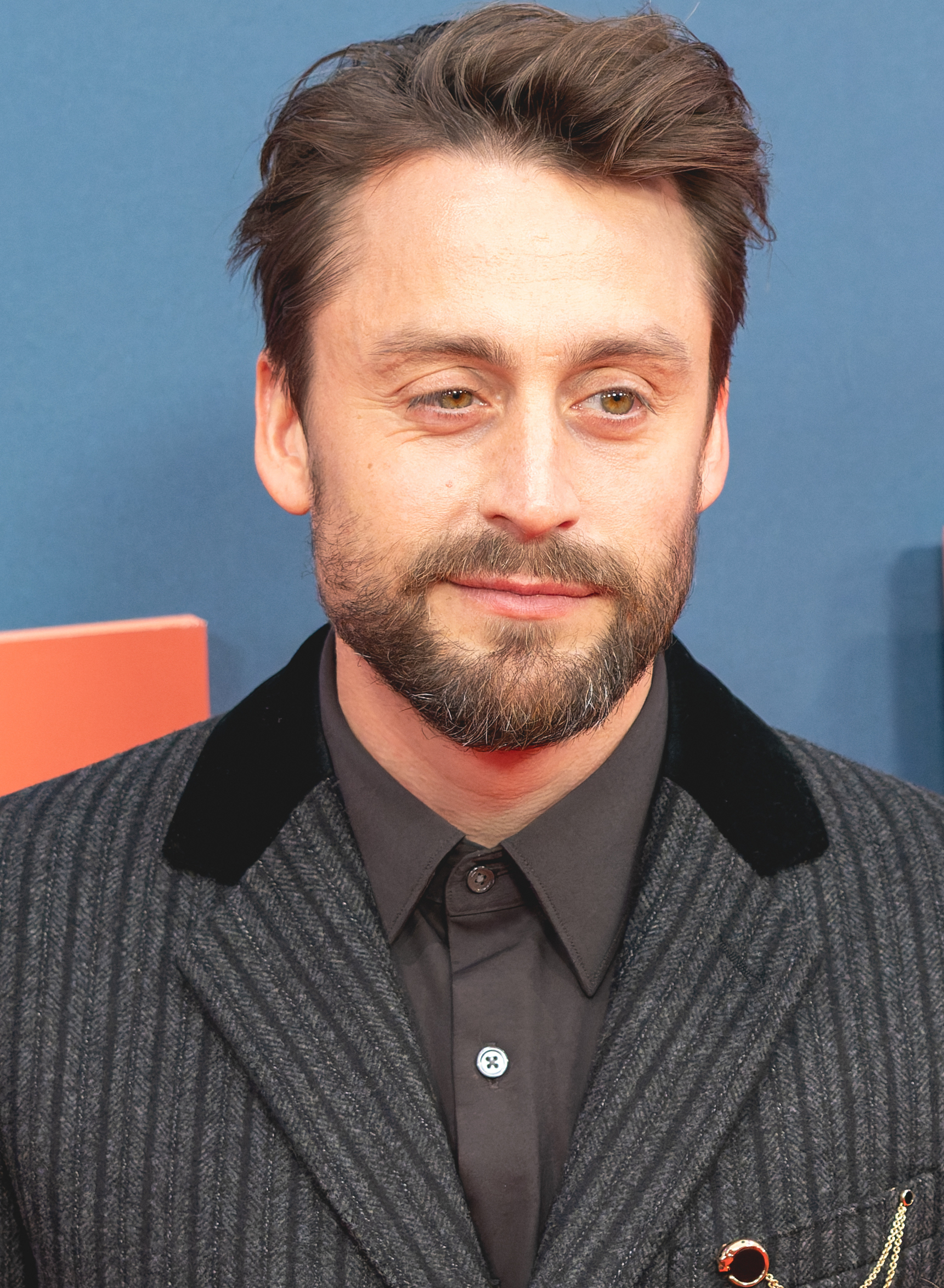
Киран Калкин, победитель в номинации «Лучшая роль второго плана»

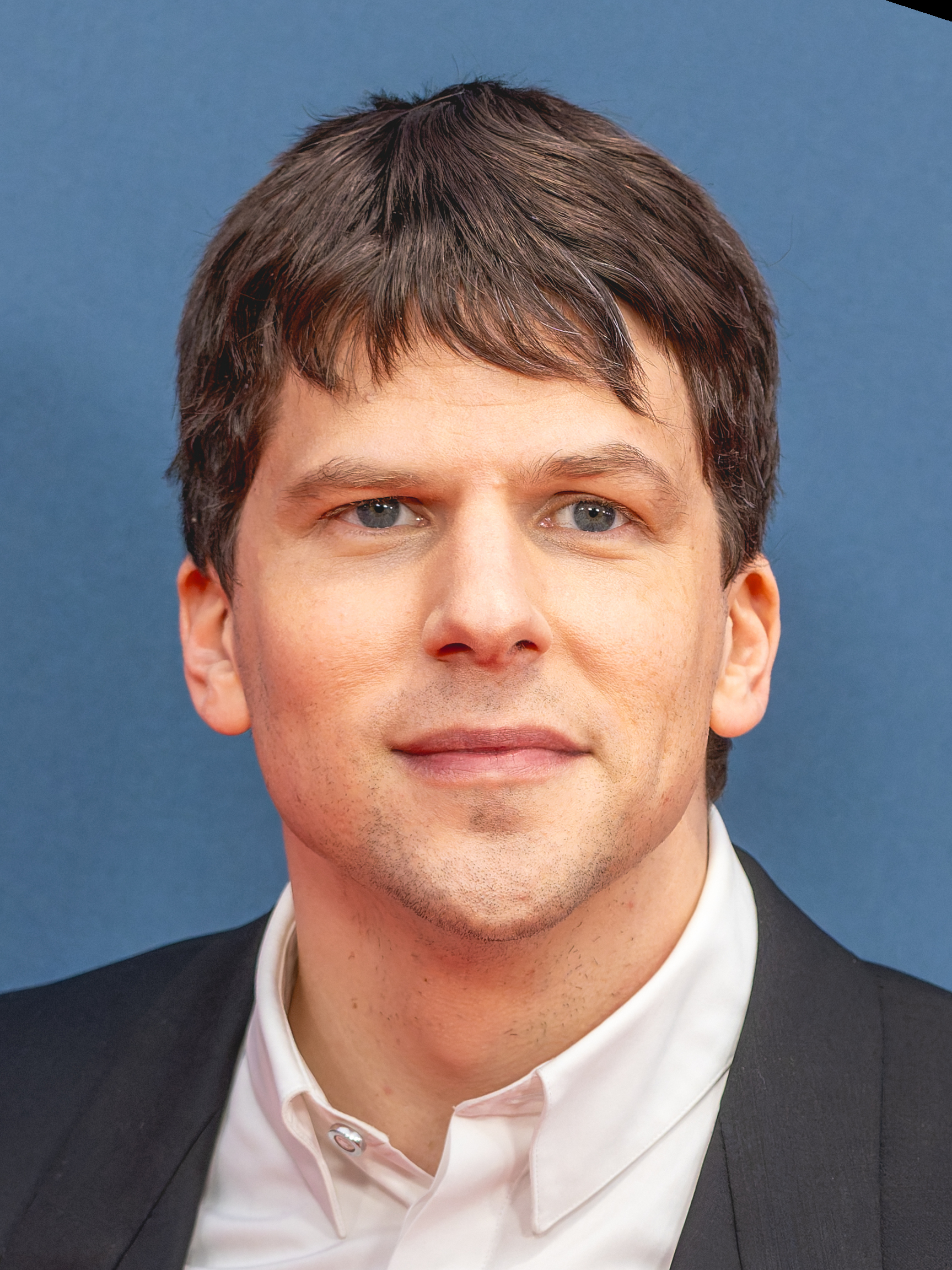
Джесси Айзенберг, победитель в номинации «Лучший сценарий»

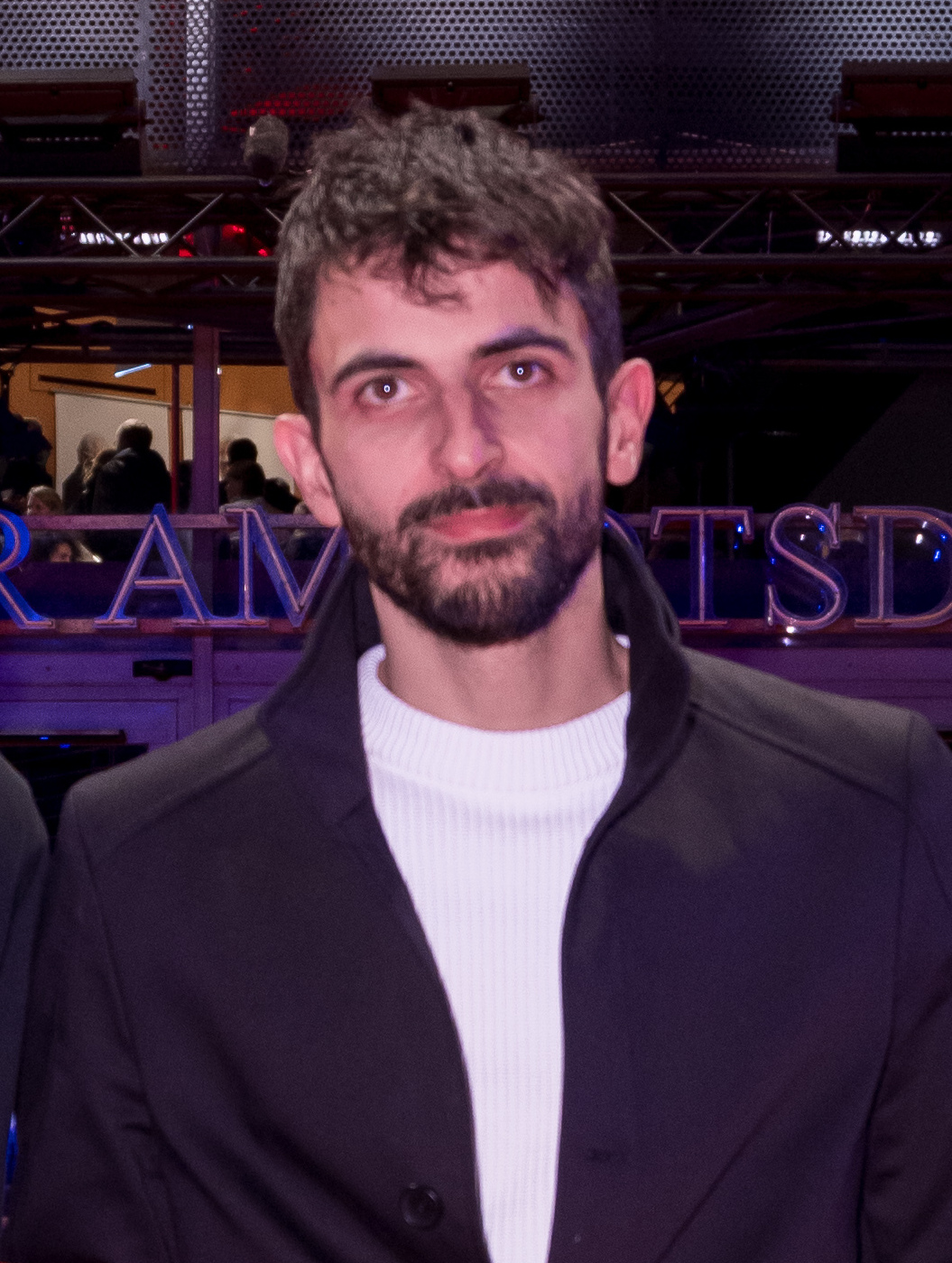
Юваль Абрахам, со-победитель в номинации «Лучший документальный фильм»

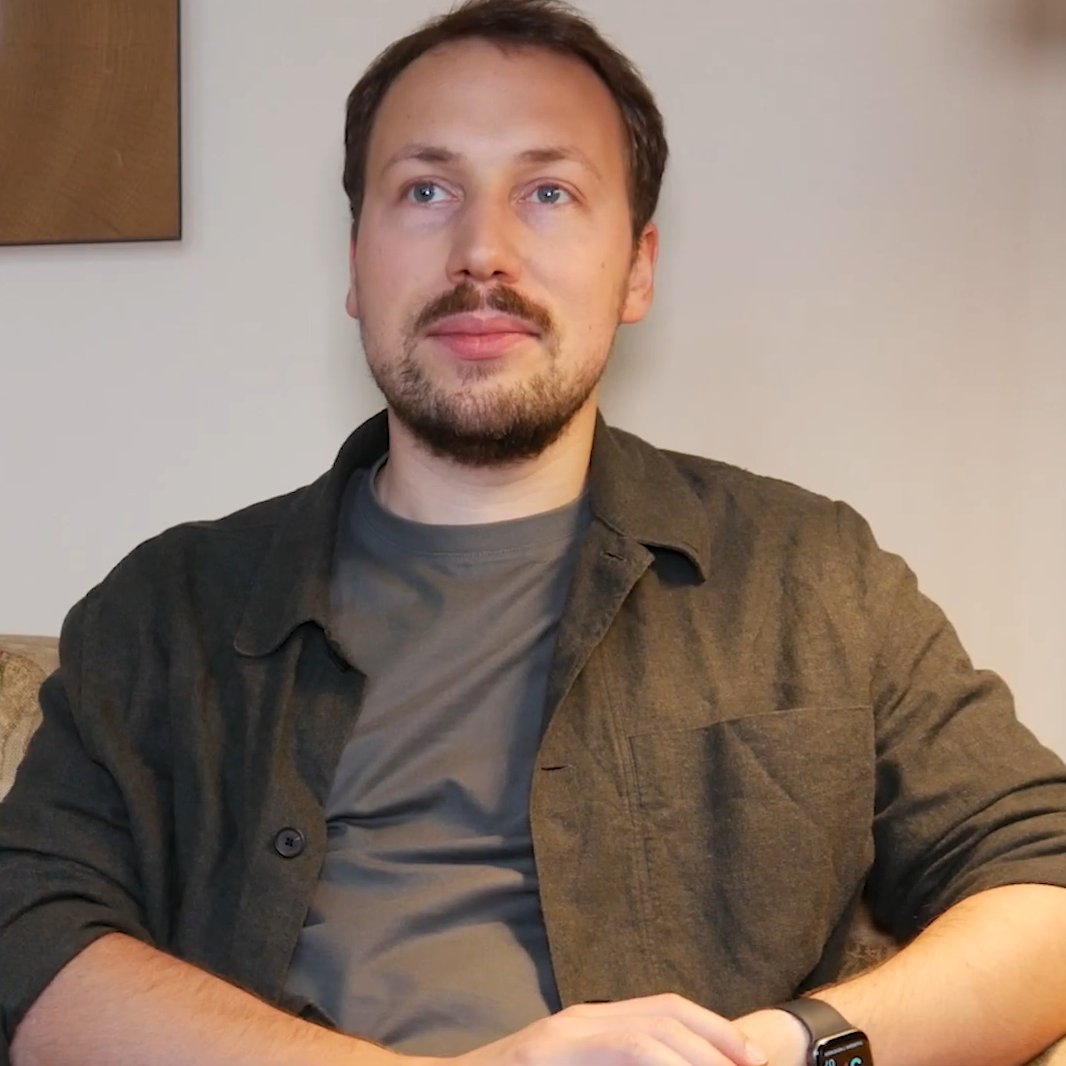
Гинтс Зилбалодис, победитель в номинации «Лучший международный фильм»

### Фильм
| Лучший фильм | Лучший режиссёр |
| --- | --- |
| - Анора — Шон Бейкер, Алекс Коко и Саманта Квон - Я видел свечение телевизора — Али Хертинг, Сэм Интили, Дэйв Маккери, Эмма Стоун и Сара Уинсхолл - Никелевые мальчики — Джослин Барнс, Деде Гарднер, Джереми Клейнер и Давид Левин - Синг-Синг — Clint Bentley, Greg Kwedar, Monique Walton - Субстанция — Тим Беван, Coralie Fargeat, Эрик Фелнер | - Шон Бейкер -Анора - Али Аббаси — Ученик. Восхождение Трампа - Брэди Корбет — Бруталист - Алонсо Руиспаласиос — Кухня - Джейн Шёнбрун — Я видел свечение телевизораЯ видел свечение телевизора |
| Лучшая главная роль | Лучшая роль второго плана |
| - Майки Мэдисон -Анора (за роль Аноры) - Эми Адамс — Ночная сучка за (роль матери) - Райан Дестини -Огонь внутри (за роль Клариссы Шилдс) - Доминго Колман — Синг-Синг (за роль Дивайна Джи) - Keith Kupferer — Призрачный свет (за роль Дана Мюлера) - Деми Мур — Субстанция (за роль Элизабет Спаркл) - Хантер Шефер — Кукушка (за роль Гретчен) - Джастис Смит — Я видел свечение телевизора (за роль Оуэна) - Джун Скуибб — Тельма (за роль Тельмы) - Себастиан Стэн — Ученик. Восхождение Трампа (за роль Дональда Трампа) | - Киран Калкин — Настоящая боль (за роль Бенжи Каплана) - Юра Борисов — Анора (за роль Игоря) - Джоан Чэнь — Младший брат (за роль матери Криса) - Даниэль Дедуайлер — Уроки фортепиано (за роль Бернис Чарльз) - Джек Хавен — Я видел свечение телевизора (за роль Мэдди) - Кэрол Кейн — Между замками (за роль Карлы Кесслер) - Карен Карагулян — Анора (за роль Тороса) - Кани Курсути- Девочки останутся девочками (за роль Анилы) - Маклин Кларенс — Синг-Синг (за роль самого себя) - Адам Пеарсон- Другой человек (за роль Освальда) |
| Прорыв в карьере | Лучший сценарий |
| - Мэйси Стелла- Моя старая задница - Исаак Краснер — Большие парни (за роль Джеми) - Кэти О’Брайан — Любовь истекает кровью (за роль Джеки) - Масон Александр Парк — Национальный гимн (за роль Керри) - Рене Перец Джоглар — Летом (за роль Виченте) | - Настоящая боль — Джесси Айзенберг - Еретик -Скот Бек и Брайан Вудс - Моя старая задница — Меган Парк - Другой человек — Аарон Щимберг - Я видел свечение телевизора — Джейн Шёнбурн |
| Лучший дебютный фильм | Лучший дебютный сценарий |
| - Младший брат — Шон Ван (директор/продюсер); Valerie Bush, Карлос Лопес, Джош Петерс (продюсеры) - Александра Лакораза Самудио (директор); Джанек Амборс, Слава Владимиров и другие (продюсеры) - Планета Джанет — Энни Бейкер (директор/продюсер); Дерик Ченг и другие (продюсеры) - Уроки фортепиано — Малкольм Вашингтон (директор); Тодд Блэк, Дензел Вашингтон (продюсеры) - Проблемный — Торрес Джулио (директор/продюсер); Али Хертинг, Дэйв Маккери, Эмма Стоун (продюсеры)                                            | - Младший брат - Шон Ван - Ощущение, что время что-то делать прошло- Джоана Арнов - Планета Джанет — Энни Бейкер - Good One -Индия Дональдсон - Проблемный — Джулио Торес |
| Лучший документальный фильм | Лучший иностранный фильм |
| - Нет другой земли - Yuval Юваль Абрахам и другие (продюсеры) - Гуачо Гуачо - Hummingbirds - Patrice: The Movie - Soundtrack to a Coup d’Etat | - Поток (Латвия, Франция, Бельгия) — Гинтс Зилбалодис (director) - Всё, что нам кажется светом - Чёрный пёс (Китай) - Зелёная граница - Жестокая правда |
| Лучшая операторская работа | Лучший монтаж |
| - Джомо Фрей -Никелевые мальчики - Динх Дай Хунг — Внутри жёлтого кокона - Мария вон Хаусволф — Планета Джанет - Juan Pablo Ramírez — Кухня - Рина Янг — Пламя внутри | - Хансйорг Вэибрих - Пятое сентября - Лаура Колвел и Ванара Таинг — Джези - Оливер Бугге Каунте и Оливия Нигганр-Холм — Ученик. Восхождение Трампа - Эн Маккейб — Ночная сучка - Ариэль Заковски — Младший брат |

### Телевидение
| Лучший сериал                                                           | Лучший документальный сериал                                                                                      |
| ----------------------------------------------------------------------- | --- |

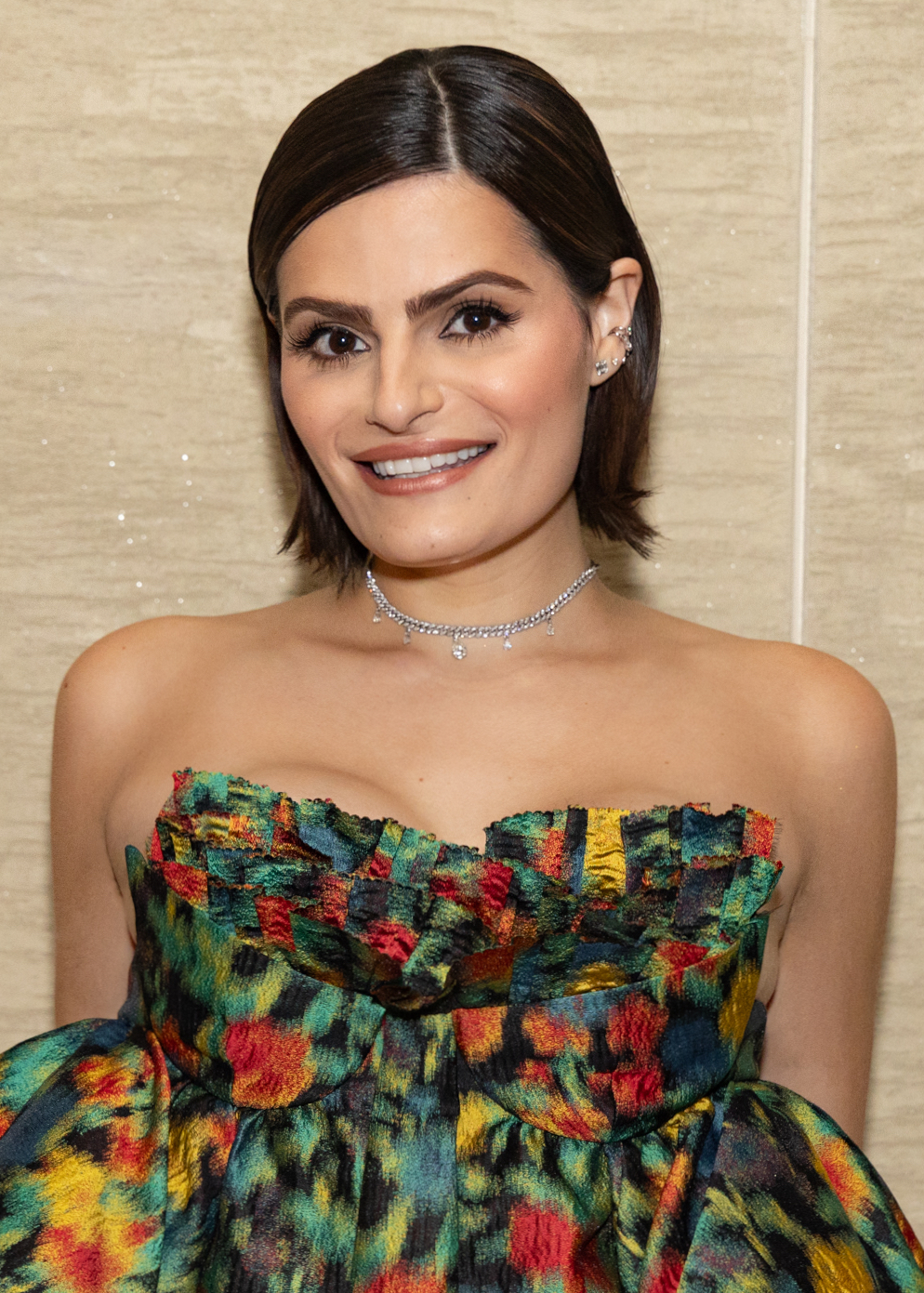
Нава Мау, победитель в номинации «Лучшая второстепенная роль в новом сериале»

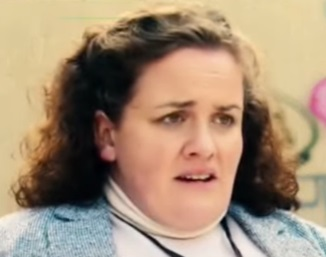
Джессика Ганнинг, победительница в номинации «Лучший прорыв в новом сериале»

| - Сёгун - Оленёнок - Диара из Детройта - Учитель английского - Фантазмы | - Чёрный Голливуд - Стёртые: цветные герои Второй мировой войны - Фотограф - Рен Файе - - Социальные исследования |

## Специальные награды

### Премия Джона Кассаветиса[англ.]
- Девочки останутся девочками[англ.] - Шучи Талати (режиссёр/продюсер/сценарист); Рича Чадха и Клэр Шассан (продюсеры)
  - Big Boys — Кори Шерман (режиссёр/продюсер/сценарист); Эллисон Тейт (продюсер)
  - Ghostlight — Келли О’Салливан (режиссёр/сценарист); Алекс Томпсон (режиссёр/продюсер); Пирс Крейвенс, Иэн Кейзер, Челси Крант, Эдди Линкер и Алекс Уилсон (продюсеры)
  - Jazzy — Морриса Мальц (режиссёр/продюсер/сценарист); Лэйни Шангро (сценарист/продюсер); Эндрю Хаек и Ванара Тейн (сценаристы); Миранда Бейли, Томми Хайткамп, Джон Уэй, Натали Уэйлен и Эллиотт Уиттон (продюсеры)
  - Народный шутник — Вера Дрю (режиссёр/сценарист); Бри ЛеРоуз (сценарист); Джои Лайонс (продюсер)

### Премия Роберта Альтмана[англ.]
(вручается режиссёру фильма, директору по кастингу и актёрскому составу)
- Его три дочери[англ.] — Режиссёр: Азазель Джейкобс ; Директор по кастингу: Николь Арбусто; Актёрский состав: Джован Адепо, Жасмин Брейси, Кэрри Кун, Хосе Фебус, Руди Гальван, Наташа Лионн, Элизабет Олсен, Рэнди Рамос-младший и Джей О. Сандерс

## Премии для начинающих кинематографистов

### Премия продюсеров
Премия присуждается начинающим продюсерам, учитывается креативность, упорство и видение, необходимые для создания качественных независимых фильмов.
- Сара Уиншолл
  - Алекс Коко
  - Зои Уорт

### Премия «Кто-то, за кем стоит следить»
Премия Кто-то, за кем стоит следитьприсуждается талантливому режиссёру с уникальным видением, который ещё не получил должного признания.
- Сара Фридланд[англ.] — Знакомое прикосновение[англ.]
  - Николас Колия — Гриффин летом
  - Фам Тьен Ан — Внутри оболочки жёлтого кокона

### Премия «Правдивее вымысла»
Премия вручается начинающему режиссёру документального кино.
- Рэйчел Элизабет Сид — Фотографическая память
  - Джулиан Брейв NoiseCat[англ.] и Эмили Кэсси[англ.] — Сахарный тростник (фильм)[англ.]
  - Карла Гутьеррес — Фрида (фильм, 2024)[англ.]

## Вехи
Мультфильм «Поток» (победитель в номинации «Лучший международный фильм») стал первым анимационным фильмом, получившим премию Independent Spirit Award в любой категории.